# Juan Pedro Amestoy
Juan Pedro Amestoy Borteiro (Montevideo, Uruguay, 20 de septiembre de 1925 - ídem, 12 de febrero de 2010) fue un político, contador público y diplomático uruguayo. 

## Biografía
Egresado de la Facultad de Ciencias Económicas y de Administración de la Universidad de la República en 1957 con el título de Contador Público. 
A nivel de actividad pública desempeñó los cargos de asesor del Ministerio de Hacienda (1959-1966), Ministro de Industria y Comercio en 1971-1972, al final del mandato de Jorge Pacheco Areco. Posteriormente, al inicio de la presidencia de Juan María Bordaberry, presidió el Banco Central del Uruguay (1972-1973). 
Actuó durante 21 años en el campo de la diplomacia, desempeñándose como Embajador de Uruguay en Perú (1974-1977), Egipto (1977-1980), URSS (1982-1987) y México (1990-1995). También estuvo activo a nivel del Ministerio de Relaciones Exteriores, como Director de Asuntos Económicos Internacionales (1980-1982) y Director de Asuntos Técnico-Administrativos (1988-1990).
Ejerció la docencia: fue profesor de Cursos Prácticos de Administración de la Hacienda Pública (1958-1960) y también Miembro de los Tribunales Examinadores de Finanzas Públicas y de Legislación Aduanera y Política Económica Internacional (1958-1961).
A nivel internacional fue funcionario asesor de la Comisión Económica para América Latina (CEPAL) (1966-1970) y asesor del Consejo Interamericano de Comercio y Producción (CICYP) (1964-1966). 
Autor del libro "Stalin versus Trotsky-Largo camino hacia un asesinato" (mayo de 2004).